# 林進春
林進春（1947年8月26日—），中華民國（台灣）政治人物，曾任中國國民黨籍彰化縣議員、台灣省議員及兩屆立法委員，妻子為已故立法委員陳秀卿。
2012年12月，林進春被控掏空中國貨櫃公司資產違反證交法，判刑二年半確定。

## 外部連結
- 前立委林進春判刑3年8月 （页面存档备份，存于）